# Zorn – Vom Lieben und Sterben
Zorn – Vom Lieben und Sterben ist der zweite Film aus der deutschen Krimireihe Zorn. Er geht zurück auf einen Kriminalroman aus der Zorn-Reihe des Autors Stephan Ludwig. Wie schon in der ersten Folge führte Mark Schlichter erneut Regie. Stephan Luca ersetzt in der Titelrolle Mišel Matičević als Kriminalhauptkommissar Claudius Zorn. Axel Ranisch spielt weiterhin Zorns engsten Mitarbeiter Schröder. Katharina Nesytowa ist wiederum als Zorns Freundin Malina und Alice Dwyer als Staatsanwältin Frieda Borck besetzt. Die Haupt-Gastrollen werden von Merlin Rose, Saskia Rosendahl, Ben Münchow, Janosch Lencer, Christoph Grunert, Tom Quaas, Peter Sodann und Annekathrin Bürger verkörpert.
Die MDR-Fernsehfilmchefin Jana Brandt teilte zum Wechsel der Titelrolle mit, dass Mišel Matičević „aufgrund anderer Verpflichtungen und den daraus resultierenden Zeitproblemen für weitere Zorn-Verfilmungen nicht zur Verfügung“ gestanden habe. Stephan Luca sei „mit der Bandbreite seines schauspielerischen Könnens eine wunderbare Besetzung für den Eigenbrötler Zorn“. In der Bild war allerdings zu lesen, dass Matičević „nach Unstimmigkeiten“ einen weiteren Auftritt abgelehnt habe.

## Handlung
Zorn ist unterwegs zum Krankenhaus, um seinen Kollegen Schröder abzuholen, der nach einer Messerattacke im ersten Fall wieder genesen ist und entlassen wird. Auf seinem Weg dorthin schneidet ihn der junge Mountainbiker Björn Grooth, der mit seinem Rad unterwegs ist und zum Stadtpark abbiegt. Dort wird Grooth nur kurze Zeit später durch ein über den Weg gespanntes Drahtseil die Kehle durchtrennt.
Schröder meint zur Begrüßung, Zorn habe sich verändert. Auch Staatsanwältin Frieda Borck freut sich über Schröders Rückkehr. Das Duo wird mit dem Fall des toten Radfahrers betraut. Zorn fällt es schwer, der Mutter des 18-jährigen mitzuteilen, was mit ihrem Sohn passiert ist. Sie erzählt Zorn, dass Björn sich verändert habe, seit er Martha Haubold und ihren Bruder Eric kennengelernt habe. Er sei völlig verrückt nach Martha gewesen. Nur wenig später gerät Zorn mit einem jungen Mann aneinander, der ihn zusammenschlägt. Da er sich nicht wohlfühlt, vergisst er die Verabredung mit seiner Freundin Malina, die sauer und genervt reagiert.
Anderentags erzählt Schröder Zorn, dass er Max Brandt und Udo Kempf vorgeladen habe. Ebenso wie die Geschwister Haubold, die er noch nicht erreicht habe, gehörten die beiden jungen Männer einer Clique an und hätten einiges auf dem Kerbholz. Die vier würden sich bereits seit einigen Jahren kennen, Grooth habe sich ihnen erst später angeschlossen. In Udo Kempf erkennt Zorn den Jugendlichen wieder, der ihn tags zuvor niedergeschlagen hatte. Zorn glaubt nicht, dass Kempf etwas mit der Tat zu tun hat, dazu sei er einfach „zu doof“, Schröder ist sich bei Brandt unsicher.
Ein Gespräch mit Pastor Giese bringt Zorn auch nicht unbedingt weiter. Der Seelsorger meint jedoch, das seien gute Kinder, niemand werde als schlechter Mensch geboren, er werde höchstens dazu getrieben. Am nächsten Tag wird die verkohlte Leiche von Udo Kempf auf dem Sprungturm im Nordbad gefunden. Jemand hat ihn mit Benzin übergossen und dann angezündet, er ist bei lebendigem Leibe verbrannt. Als Zorn Martha Haubold vernimmt, will sie ihm einen Vergewaltigungsversuch anhängen. Zorn ist empört. Staatsanwältin Borck ordnet für die Haubolds und Max Brandt Polizeischutz an.
Schröder spricht mit Peter Brandt, dem Vater von Max, einem Lehrer, der sich aus gesundheitlichen Gründen frühzeitig hatte pensionieren lassen. Zur selben Zeit macht Malina Schluss mit Zorn, niemand behandle sie wie ein dummes Kind, auch er nicht. Zorn erhält einen Anruf von Max Brandt, der sich nach einem Hilfeschrei anhört, er wird zum Stadtpark gerufen. Dort baumelt Max an einem Gerüst und Pastor Giese macht sich an einem Seil zu schaffen. Zorn stößt den Pastor während eines Handgemenges von dem Gerüst in die Tiefe. Brandt habe Glück gehabt, erzählt Schröder ihm am anderen Morgen, er werde noch eine Weile einen steifen Nacken haben, komme aber wieder auf die Beine. Auch der Pastor habe den Sturz in die Tiefe überlebt, allerdings liege er im Koma. Als Schröder den Laptop des Pastors sichtet, stößt er auf unzählige Dateien mit kinderpornografischem Inhalt. Zorns Ansinnen, dass er die Dateien durchsehen müsse, weist der sonst so gutmütige Schröder entschieden und mit großem Nachdruck zurück. So muss Zorn das selbst tun. Da seien über 300 Filme drauf, erzählt er der Staatsanwältin, dazu kämen noch ein paar Hundert Fotos, Kinder aller Altersklassen, das jüngste sei ein paar Monate alt, er könne sich das nicht weiter anschauen.
Während Martha Haubold der Mut fehlt, sich mit einer Nagelschere die Pulsadern zu öffnen, taucht Schröder seinen Arm fast bis zum Ellenbogen in kochend heißes Wasser. Zorn stellt bei einem abendlichen Treffen mit Schröder fest, dass dieser sich sonderbar benimmt, kann ihn aber nicht dazu bringen, mit ihm darüber zu reden. Als Zorn nach Hause kommt, steht Martha vor seiner Tür. Sie hat Angst und bittet ihn, über Nacht bleiben zu dürfen. Zorn weist sie mit Hinweis auf den Vorfall während der Vernehmung ab. Nachdem Zorn sich doch noch das gesamte kinderpornografische Material angesehen hat, erläutert er Schröder anderentags, dass zwölf von den Filmen über vier Jahre alt seien mit immer denselben Kindern: Martha Haubold, Udo Kempf, Max Brandt und Eric Haubold. Sie alle wurden als Kinder missbraucht.
Dann wird Eric Haubold tot aufgefunden. Jemand hat ihn höchstwahrscheinlich in die Tiefe gestoßen. Am Ort des Absturzes werden Kampfspuren sichergestellt. Zudem stellt sich heraus, dass Giese unschuldig ist, die Bilder wurden erst vor zwei Tagen auf seinen Laptop gespielt, da lag er schon im Koma, das Datum wurde rückdatiert. Jemand wollte den Pastor bewusst belasten. Zorn kommt zu spät ins Krankenhaus, Giese ist erstochen worden. Durch den im Krankenhaus eingesetzten jungen Polizisten kann eine Zeichnung erstellt werden, die die falsche Krankenschwester zeigt. Die Ähnlichkeit mit Max Brandt ist unverkennbar. Dieser hat inzwischen Martha Haubold in seine Gewalt gebracht und gibt ihr gegenüber zu, dass er seine ehemaligen Freunde getötet habe, da er sie nicht weiter mit den anderen teilen, sondern für sich allein habe haben wollen. 
Eine Durchsuchung im Haus von Max’ Vater lässt Schröder eine versteckte Tür finden, hinter der sich das Grauen verbirgt: ein Zimmer, das dazu diente, Kinder zu missbrauchen. Max will sein Werk vollenden und sich an seinem Vater rächen. Er sei an allem schuld, hält er ihm bitter vor und ersticht ihn. Martha kann sich bemerkbar machen und wird von dem Kleingartennachbarn Kalze entdeckt. Als der zurückgekehrte Max sie nicht mehr vorfindet, ist er völlig außer sich. In dem Glauben, sie sei zu Zorn geflüchtet, dringt er in dessen Wohnung ein. Nach einem kurzen Kampf läuft er aufs Dach des Hochhauses. Zorn findet ihn dort auf der Brüstung stehend. Er ruft Schröder an, der sofort schaltet und sich mit Verstärkung auf den Weg macht. Als Max gesteht, dass er alle umgebracht habe, weil sie gestört hätten, ist Zorn fassungslos. Besonders perfide war das Spiel mit dem Pastor, der den Strick nicht festmachen, sondern lösen wollte.
Max zeigt seine ganze Verzweiflung über das, was geschehen ist und dass niemand ermessen könne, wie schlimm so etwas sei. Schröder offenbart daraufhin, dass er das sehr wohl wisse, er sei vier oder fünf gewesen, als es angefangen und acht, als es aufgehört habe; sein Onkel habe ihn missbraucht und es sei sehr schlimm gewesen. Auch der Schmerz seiner verbrannten Hand habe ihm nicht geholfen zu vergessen. Er wohne allein, er habe keine Freunde. Trotz allem können Zorn und Schröder nicht verhindern, dass Max sich in die Tiefe fallen lässt. Schröder lässt Zorn später wissen, dass das, was ihm widerfahren sei, bisher niemand wisse, und er wolle, dass das auch so bleibe. Zorn nickt zustimmend und meint, es stimme aber nicht, dass er keine Freunde habe. „Auch darüber müssen wir nicht sprechen“, meint Schröder lächelnd.

## Produktion

### Dreharbeiten, Produktionsnotizen

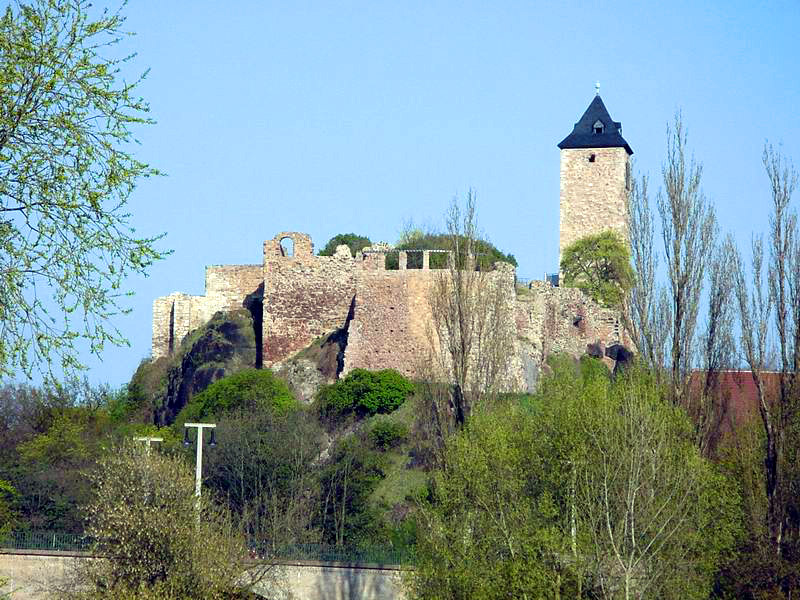
Burg Giebichenstein, einer der Drehorte

Vom Lieben und Sterben wurde vom 8. Oktober bis zum 6. November 2014 an Schauplätzen in Halle (Saale) und Umgebung gedreht. In der Talstraße fuhr Zorn auf dem Weg ins Präsidium vorbei, die Burg Giebichenstein ist einer der Tatorte. Die Ziegelwiese und die Brücke zur Peißnitz kommen ebenso im Film vor wie die Kirchstraße, in der die Filmfamilie Grooth wohnt. Martha Haubold wohnt in der Fuchsbergstraße und Familie Brandt im Vogelherd. Die Wohnung von Zorn befindet sich in der Wolfgang-Borchert-Straße, der Eingangsbereich, Fahrstuhl und Treppenhaus liegen in der Bodestraße. Die Szenen auf dem Dach wurden im Bürgeramt Am Stadion respektive in der Halle-Messe gedreht. Der erste Mord und weitere Szenen entstanden in der Heide. Auch am Kolkturm fanden Dreharbeiten statt. Der Film wurde vom filmkombinat Nordost im Auftrag des Mitteldeutschen Rundfunks und der ARD Degeto realisiert.

### Hintergrund
Stephan Luca erzählte in einem Interview, dass er privat absoluter Nichtraucher sei, „für die Rolle aber schon vor Drehbeginn zwei Kippen geraucht“ habe, nach der ersten sei ihm immer „schlecht gewesen“, und nach der zweiten sei er dann „im ‚Zorn‘-Modus“ gewesen. Die Rolle von Claudius Zorn fordere ihn heraus, „weil dieser Mann ganz anders“ sei als er selbst. Die Rolle sei „so interessant, weil ‚Zorn‘ eine Reizfigur“ sei. „Mürrisch, verbockt.“ Der rege sich „über jede Kleinigkeit auf“.

## Rezeption

### Veröffentlichung, Einschaltquote
Der am 16. April 2015 im Programm der ARD Das Erste ausgestrahlte Film konnte 4,09 Millionen Zuschauer verbuchen. Der Marktanteil betrug 12,8 Prozent.

## Kritik
Die Kritiker von TV Spielfilm zeigten mit dem Daumen nach oben, gaben für Humor, Anspruch und Erotik je einen von drei möglichen Punkten, für Spannung zwei und stellten fest, „Lakonie und Leichtigkeit verbinden sich auf überraschend harmonische Weise“. Fazit: „Rachekrimi mit ungewohnter Dramaturgie.“
Rainer Tittelbach gab dem Film auf seiner Seite tittelbach.tv 4,5 von 6 möglichen Sternen und fasste zusammen: „Zorn, der unmotivierte Antiheld der coolen MDR-Degeto-Krimiüberraschung 2014, darf sich als Reihe bewähren. ‚Zorn – Vom Lieben und Sterben‘ macht augenzwinkernd da weiter, wo die düster melancholische Startepisode ‚Tod und Regen‘ aufgehört hat. Zumindest vom Plot her; filmisch nicht ganz. Und auch durch die Besetzung mit Stephan Luca (statt Misel Maticevic) ergeben sich Abstriche bei den psychologischen Zwischentönen. Beließ der alte Vieles in der Schwebe, brechen sich beim neuen Zorn die Emotionen 1:1 Bahn. Dafür ist Axel Ranisch umso präsenter – als eine Art V-Effekt auf zwei Beinen. Und in der zweiten Hälfte des Films schaukeln sich im Angesicht der Nacht Suspense & Stil gegenseitig hoch.“ […] „Ikonografisch“ sei Luca „eine gute Wahl“, allerdings fehle ihm „dieser Weltschmerz-Gestus, den Maticevic mit ein, zwei Augen-Blicken zu erzeugen“ gewusst habe. […] „Wären die beiden Schauspieler Frauen, würde Mann sagen: Stephan Luca ist sexy, Misel Maticevic erotisch.“
Tilmann P. Gangloff (tpg) bewertete den Film auf der Seite Kino.de. Der Auftaktfilm der Reihe sei vor allem „wegen des Hauptdarstellers Misel Maticevic sehenswert“ gewesen. Die gute Nachricht sei, dass die Reihe weitergehe, „die schlechte: ohne Maticevic“. Gangloff meinte, man hätte Stephan Luca, einem der „wohl meistbesetzten Komödiendarsteller, guten Herzens zum gelungenen Rollenwechsel gratulieren können, wenn sein Vorgänger nicht doch von etwas anderem Kaliber gewesen“ wäre. „Es brauche mehr als nur einen Vieltagebart, um auch die innere Abgerissenheit zu spielen, die Matisevic so großartig verkörpert“ habe. Messe man Luca jedoch an der Rolle, mache „er das gut; sehenswert“ sei „er ohnehin, Sympathieträger auch“. Außerdem sei die Geschichte „erneut ungewöhnlich“. […] Und weil man Luca zum Ende „doch noch als Maticevic-Nachfolger akzeptiert“ habe, sei „auch ‚Vom Lieben und Sterben‘ eine sehenswerte Reise in finstere menschliche Abgründe“.
Der Filmdienst sprach knapp von einem „solide im handelsüblichen Rahmen entwickelte[n] (Fernsehserien-)Krimi um den Ermittler Claudius Zorn und seinen ‚schrägen‘ Partner Schröder.“ Auch der zweite Fall beschreibe „nicht nur die Ermittlungen in dem Mordfall, sondern kreis[e] auch um zwischenmenschliche Probleme innerhalb des Ermittlerteams. – Ab 14.“
Timo Nöthling von Quotenmeter.de stellte fest, nicht nur der Hauptdarsteller für den zweiten Fall der Reihe sei neu, „auch die Herangehensweise an die neue Episode“ sei „eine gänzlich andere“. […] Die Neuverpflichtung wirke sich „nicht unwesentlich auf die Reihe aus, sei Matičević doch der unbestritten verdientere Schauspieler, während der Charakter Claudius Zorn durch das gute Aussehen Lucas etwas an Authentizität verlier[e]“. Ein „Fehlgriff“ sei „der neue Hauptdarsteller, […] aber nicht“ – das Buch habe jedoch „dementsprechend angepasst werden müssen, sodass der schmuddelige Kommissar nun auch bei den Frauen besser ankomm[e], während der ‚Erstlings-Zorn‘ sich dem weiblichen Geschlecht recht unsicher“ genähert habe. „Mit dem attraktiveren, selbstsichereren Zorn“ gingen „dem Protagonisten also auch ein paar Facetten ab“. Der Regisseur „verzichte auf Experimente, wenig Wert leg[e] die Episode auch auf einen Score, der der Reihe künftig noch mehr Atmosphäre verleihen könnte. Nach dem enttäuschenden ersten Fall“ habe Stephan Ludwig „nun den richtigen Weg gefunden, die Degeto-Reihe attraktiver und stimmiger zu gestalten“. […] Den Charakteren Zorn und Schröder werde nun „endlich eine Tiefe“ verliehen und „Einblick in ihr Seelenleben“ geboten.